# Capitoli di Black Lagoon

La copertina del primo volume dell'edizione italiana.

Questa è la lista dei capitoli di Black Lagoon, manga scritto e disegnato da Rei Hiroe. È pubblicato da Shōgakukan dal 2002 sulla rivista seinen Monthly Sunday Gene-X. I singoli capitoli sono poi raccolti in formato tankōbon e pubblicati separatamente. Attualmente in Giappone, dove è ancora in prosecuzione, conta tredici volumi. L'edizione italiana è pubblicata dalla Panini Comics a partire dal 27 dicembre 2007. Dal 28 luglio 2011 è iniziata la prima ristampa dei volumi, sempre ad opera di Panini Comics.

## Lista volumi
| Nº | Titolo italiano Giapponese 「Kanji」 - Rōmaji | Data di prima pubblicazione                                                                  | Data di prima pubblicazione             |
| Nº | Titolo italiano Giapponese 「Kanji」 - Rōmaji | Giapponese                                                                                   | Italiano                                |
| 1  | Black Lagoon 1 「ブラックラグーン 1」 - Burakku Ragūn 1 | 12 dicembre 2002 ISBN 4-09-157201-4                                                          | 27 dicembre 2007                        |
| 1  | Capitoli - 00. Black Lagoon - 01. Chase for ring-ding ships - 02. Rasta Blasta Part 1 - 03. Rasta Blasta Part 2 - 04. Rasta Blasta Part 3 - Black Lagoon - Tutti al liceo |                                                                                              |                                         |
| 2  | Black Lagoon 2 「ブラックラグーン 2」 - Burakku Ragūn 2 | 19 luglio 2003 ISBN 4-09-157202-2                                                            | 31 gennaio 2008                         |
| 2  | Capitoli - 05. Das Wieder Erstehen Des Adlers Part 1 - 06. Das Wieder Erstehen Des Adlers Part 2 - 07. Das Wieder Erstehen Des Adlers Part 3 - 08. Das Wieder Erstehen Des Adlers Part 4 - 09. Calm down, two men Part 1 - 10. Calm down, two men Part 2 - 11. Bloodsport Fairy tale Part 1 - 12. Bloodsport Fairy tale Part 2 - Black Lagoon - La ragazza dai poteri magici |                                                                                              |                                         |
| 3  | Black Lagoon 3 「ブラックラグーン 3」 - Burakku Ragūn 3 | 19 aprile 2004 ISBN 4-09-157203-0                                                            | 28 febbraio 2008                        |
| 3  | Capitoli - 13. Bloodsport Fairy tale Part 3 - 14. Bloodsport Fairy tale Part 4 - 15. Bloodsport Fairy tale Part 5 - 16. Goat, Jihad, Rock'N Roll Part 1 - 17. Goat, Jihad, Rock'N Roll Part 2 - 18. Goat, Jihad, Rock'N Roll Part 3 - 19. Goat, Jihad, Rock'N Roll Part 4 - 20. Goat, Jihad, Rock'N Roll Part 5 - Black Lagoon - Le preoccupazioni di Balalaika |                                                                                              |                                         |
| 4  | Black Lagoon 4 「ブラックラグーン 4」 - Burakku Ragūn 4 | 19 luglio 2005 ISBN 4-09-157204-9                                                            | 29 marzo 2008                           |
| 4  | Capitoli - 21. Goat, Jihad, Rock'N Roll Part 6 - 22. Fujiyama Gangsta Paradise Part 1 - 23. Fujiyama Gangsta Paradise Part 2 - 24. Fujiyama Gangsta Paradise Part 3 - 25. Fujiyama Gangsta Paradise Part 4 - 26. Fujiyama Gangsta Paradise Part 5 - 27. Fujiyama Gangsta Paradise Part 6 - 28. Fujiyama Gangsta Paradise Part 7 - 29. Fujiyama Gangsta Paradise Part 8 - Black Lagoon - L'uomo donna |                                                                                              |                                         |
| 5  | Black Lagoon 5 「ブラックラグーン 5」 - Burakku Ragūn 5 | 17 marzo 2006 ISBN 4-09-157020-8                                                             | 24 aprile 2008                          |
| 5  | Capitoli - 30. Fujiyama Gangsta Paradise Part 9 - 31. Fujiyama Gangsta Paradise Part 10 - 32. Fujiyama Gangsta Paradise Part 11 - 33. Fujiyama Gangsta Paradise Part 12 - 34. Fujiyama Gangsta Paradise Part 13 - 35. Fujiyama Gangsta Paradise Part 14 - 36. Fujiyama Gangsta Paradise Part 15 - 37. Fujiyama Gangsta Paradise Part 16 - Black Lagoon - Il Gran Premio dei comici! - L'orizzonte del broccolone |                                                                                              |                                         |
| 6  | Black Lagoon 6 「ブラックラグーン 6」 - Burakku Ragūn 6 | 11 novembre 2006 ISBN 4-09-157075-5                                                          | 29 maggio 2008                          |
| 6  | Capitoli - 38. Greenback Jane Part 1 - 39. Greenback Jane Part 2 - 40. Greenback Jane Part 3 - 41. Greenback Jane Part 4 - 42. Greenback Jane Part 5 - 43. Greenback Jane Part 6 - 44. El Baile de la muerte Part 1 - 45. El Baile de la muerte Part 2 - 46. El Baile de la muerte Part 3 - Black Lagoon - Scary Tales, storielle paurose |                                                                                              |                                         |
| 7  | Black Lagoon 7 「ブラックラグーン 7」 - Burakku Ragūn 7 | 10 ottobre 2007 ISBN 978-4-09-157113-7                                                       | 26 giugno 2008                          |
| 7  | Capitoli - 47. El Baile de la muerte Part 4 - 48. El Baile de la muerte Part 5 - 49. El Baile de la muerte Part 6 - 50. El Baile de la muerte Part 7 - 51. El Baile de la muerte Part 8 - 52. El Baile de la muerte Part 9 - 53. El Baile de la muerte Part 10 - 54. El Baile de la muerte Part 11 - 55. El Baile de la muerte Part 12 - Black Lagoon - Evviva la gioventù! |                                                                                              |                                         |
| 8  | Black Lagoon 8 「ブラックラグーン 8」 - Burakku Ragūn 8 | 18 luglio 2008 ISBN 978-4-09-157140-3                                                        | 31 gennaio 2009                         |
| 8  | Capitoli - 56. El Baile de la muerte Part 13 - 57. El Baile de la muerte Part 14 - 58. El Baile de la muerte Part 15 - 59. El Baile de la muerte Part 16 - 60. El Baile de la muerte Part 17 - 61. El Baile de la muerte Part 18 - 62. El Baile de la muerte Part 19 - 63. El Baile de la muerte Part 20 - 64. El Baile de la muerte Part 21 - L'orizzonte del broccolone |                                                                                              |                                         |
| 9  | Black Lagoon 9 「ブラックラグーン 9」 - Burakku Ragūn 9 | 19 ottobre 2009 ISBN 978-4-09-157189-2                                                       | 9 settembre 2010                        |
| 9  | Capitoli - 65. El Baile de la muerte Part 22 - 66. El Baile de la muerte Part 23 - 67. El Baile de la muerte Part 24 - 68. El Baile de la muerte Part 25 - 69. El Baile de la muerte Part 26 - 70. El Baile de la muerte Part 27 - 71. El Baile de la muerte Part 28 - 72. El Baile de la muerte Part 29 - 73. El Baile de la muerte Part 30 - 74. El Baile de la muerte Part 31 - 75. El Baile de la muerte Part 32 - 76. El Baile de la muerte Part 33 - Black Lagoon - E tu, su chi ti vendichi? |                                                                                              |                                         |
| 10 | Black Lagoon 10 「ブラックラグーン 10」 - Burakku Ragūn 10 | 19 maggio 2014 ISBN 978-4-09-157375-9                                                        | 29 ottobre 2015                         |
| 10 | Capitoli - 77. The wired red wild card Part 1 - 78. The wired red wild card Part 2 - 79. The wired red wild card Part 3 - 80. The wired red wild card Part 4 - 81. The wired red wild card Part 5 - 82. The wired red wild card Part 6 - 83: The wired red wild card Part 7 - 84: The wired red wild card Part 8 - 85: The wired red wild card Part 9 - 86: The wired red wild card Part 10 - 87: The wired red wild card Part 11 - Black Lagoon - La storia, ve la ricordate? |                                                                                              |                                         |
| 11 | Black Lagoon 11 「ブラックラグーン 11」 - Burakku Ragūn 11 | 19 novembre 2018 ISBN 978-4-09-157551-7 (ed. regolare) ISBN 978-4-09-943031-3 (ed. limitata) | 27 giugno 2019 ISBN 978-88-912-8855-4   |
| 11 | Capitoli - 88. The wired red wild card Part 12 - 89. The wired red wild card Part 13 - 90. The wired red wild card Part 14 - 91. The wired red wild card Part 15 - 92. The wired red wild card Part 16 - 93. The wired red wild card Part 17 - 94: The wired red wild card Part 18 - 95: The wired red wild card Part 19 - 96: The wired red wild card Part 20 - 97: The wired red wild card Part 21 - 98: The wired red wild card Part 22 - 99: The wired red wild card Part 23 - 100: The wired red wild card Part 24 - 101: The wired red wild card Part 25 - Black Lagoon - "Gli occhiali sono parte integrante del viso?!" |                                                                                              |                                         |
| 12 | Black Lagoon 12 「ブラックラグーン 12」 - Burakku Ragūn 12 | 19 agosto 2021 ISBN 978-4-09-157646-0                                                        | 8 settembre 2022 ISBN 978-88-287-1856-7 |
| 12 | Capitoli - 102. L'homme sombre Part 1 - 103. L'homme sombre Part 2 - 104. L'homme sombre Part 3 - 105. L'homme sombre Part 4 - 106. L'homme sombre Part 5 - 107. L'homme sombre Part 6 - 108. L'homme sombre Part 7 - 109. L'homme sombre Part 8 - Black Lagoon - Al Liceo (parte 2) - L'orizzonte del broccolone |                                                                                              |                                         |
| 13 | Black Lagoon 13 「ブラックラグーン 13」 - Burakku Ragūn 13 | 19 dicembre 2023 ISBN 978-4-09-157790-0 (ed. regolare) ISBN 978-4-09-943142-6 (ed. limitata) | 27 febbraio 2025 ISBN 979-12-21910-57-5 |
| 13 | Capitoli - 110. L'homme sombre Part 9 - 111. L'homme sombre Part 10 - 112. L'homme sombre Part 11 - 113. New Girl in the Hood Part 1 - 114. New Girl in the Hood Part 2 - 115. Where the Chips Fall - Black Lagoon - Bunny Girls Universe |                                                                                              |                                         |